# 苦马豆束丝壳
苦马豆束丝壳（学名：Trichocladia swainsoniae）是属于白粉菌目白粉菌科束丝壳属的一种真菌，寄生在豆科植物上。该种分布于中国。